# Thomas Hunt (cầu thủ bóng đá)
Thomas Hunt là một cầu thủ bóng đá, sinh ra ở West Bromwich năm 1908 và mất ở West Bromwich năm 1975.
Hunt thi đấu ở vị trí tiền đạo trung tâm cho Norwich City F.C. và ghi bàn trong 9 trên 10 trận đá chính của ông.
Hunt thi đấu trong chiến thắng kỉ lục của Norwich, 10-2 trước Coventry City, ngày 15 tháng 3 năm 1930, ghi 5 bàn thắng. Tỉ số giữa trận là 4-0, có nghĩa rằng 8.230 khán giả chứng kiến thêm 8 bàn thắng trong hiệp hai 
Hunt là chủ đề của một cuộc tranh cãi hợp đồng giữa Norwich và Wolverhampton Wanderers, với đội bóng ở sau tuyên bố rằng ông là cầu thủ của họ, cho Norwich mượn.
Khi sự nghiệp kết thúc năm 1932, ông làm việc tại nhà máy thép.